# 금난전권
금난전권(禁亂廛權)은 육의전을 비롯한 한성 내의 37개 시전들이 도성 안팎 10리(약 4km) 이내에서 난전을 금지시킬 수 있는 권리를 말한다.

## 폐지
정조 15년(1791년), 정조는 다음과 같은 조처를 내렸다.
- 첫째, 육의전 이외의 모든 시전에게는 금난전권, 즉 도매권을 허용하지 않는다.
- 둘째, 설립된 지 20, 30년 미만인 시전은 폐지한다.

는 것이었다.
- <사료> 좌의정 채제공이 아뢰기를, "우리 나라의 금난전권은 국역을 지는 육의전으로 하여금 이익을 독점케 하기 위하여 설치한 것입니다. 그러나 근래에는 무뢰배들이 삼삼오오로 시전을 만들어 일용품을 매점하지 않는 것이 없고, ...... 값이 날로 오르기만 합니다. ...... 마땅히 평시서에 명하여 20, 30년 이내에 설립된 작은 시전을 조사해 모조리 혁파하도록 하고 형조와 한성부에 명하여 육의전 이외에는 난전을 금할 수 없게 할뿐만 아니라 이를 어기는 자는 벌을 주게 해야 합니다."라고 하였다. 임금이 신하에게 물으니 모두 옳다고 하여 따랐다.[1]

## 같이 보기
- 난전
- 시전
- 육의전

1. ↑  《정조실록》 권32, 정조 15년(1791) 1월 25일(경자) 1번째 기사